# Hastigerella meridionalis
Hastigerella meridionalis är en kräftdjursart som först beskrevs av Claude Chappuis.  Hastigerella meridionalis ingår i släktet Hastigerella och familjen Ectinosomatidae. Inga underarter finns listade i Catalogue of Life.